# Ludvig Kornerup
Christian Ludvig Kornerup (Frederiksberg, 19 febbraio 1871 – Bromma, 27 marzo 1946) è stato un arbitro di calcio e allenatore di calcio danese naturalizzato svedese.

## Carriera
Praticò le prime attività agoniste (ciclismo e calcio) in Danimarca, suo Paese natale; successivamente si trasferì in Scozia e nel 1899 in Svezia. Nel 1905 divenne cittadino svedese.

Fu uno dei pionieri del calcio svedese e grazie alla conoscenza che aveva di questo sport ricoprì molti incarichi importanti a livello sia nazionale che internazionale: fu presidente della Svenska Bollspelsförbundet, la federazione svedese che per prima si occupò di gestire sport nei quali era in uso una palla (calcio e bandy principalmente), dal 1902 al 1905; dal 1905 al 1908 fu il presidente della Federcalcio svedese e dal 1909 al 1918 fu il presidente della Nordiska Bandyförbundet (federazione che si occupava di organizzare tornei di bandy a livello scandinavo).

Fu inoltre l'allenatore della Nazionale svedese che prese parte ai Giochi olimpici del 1908 e fu il vice presidente della FIFA dal 1908 al 1909 e dal 1914 al 1920.